# Pachycondyla carinulata
Pachycondyla carinulata är en myrart som först beskrevs av Julius Roger 1861.  Pachycondyla carinulata ingår i släktet Pachycondyla och familjen myror.

## Underarter
Arten delas in i följande underarter:
- P. c. azteca
- P. c. carinulata
- P. c. gibbinota